# Viện hàn lâm Ngôn ngữ và Văn học Na Uy
Viện hàn lâm Ngôn ngữ và Văn học Na Uy (tiếng Na Uy: Det Norske Akademi for Sprog og Litteratur) là một viện nghiên cứu ngôn ngữ và văn học của Na Uy. Viện có nhiệm vụ "tạo lập yếu tố ổn định trong phát triển ngôn ngữ - đặc biệt ngôn ngữ viết (skriftsproget), bảo vệ quốc ngữ (riksmål) cùng văn học Na Uy và thúc đẩy nền văn hóa tự do, đa dạng ở Na Uy".

## Lịch sử
Viện được thành lập năm 1953 do sáng kiến của nhiều nhà văn, thi sĩ Na Uy, trong số đó có Arnulf Øverland, Sigurd Hoel, A.H. Winsnes, Cora Sandel và Francis Bull. Các nhà văn trên không đồng ý "chính sách ngôn ngữ" chính thức của chính phủ, nhằm hỗn hợp Bokmål với Nynorsk và phản đối cái mà họ gọi là sự kỳ thị của nhà nước đối với ngôn ngữ tiêu chuẩn "Riksmål" (quốc ngữ), mà trên thực tế là ngôn ngữ viết được đa số báo chí và dân chúng sử dụng (mặc dù không cần thiết là một ngôn ngữ nói). Viện hàn lâm này theo mẫu của Viện hàn lâm Thụy Điển (Swedish Academy) và Viện hàn lâm Pháp (Académie française).

## Mục tiêu
Nhiệm vụ quan trọng nhất của Viện là tiêu chuẩn hóa riksmål, do đó Viện cộng tác chặt chẽ với Riksmålsforbundet (Hội liên hiệp quốc ngữ). Sự khác biệt là Riksmålsforbundet là một tổ chức chính trị hoạt động cho riksmål, còn Viện này là viện hàn lâm khoa học.
Viện đã xuất bản quyển đại từ điển tiếng Na Uy và quyển từ điển văn học Na Uy. Viện cũng hỗ trợ việc xuất bản các tác phẩm văn học cổ điển bằng riksmål của Thorleif Dahls Kulturbibliotek (Thư viện văn hóa Thorleif Dahl). 

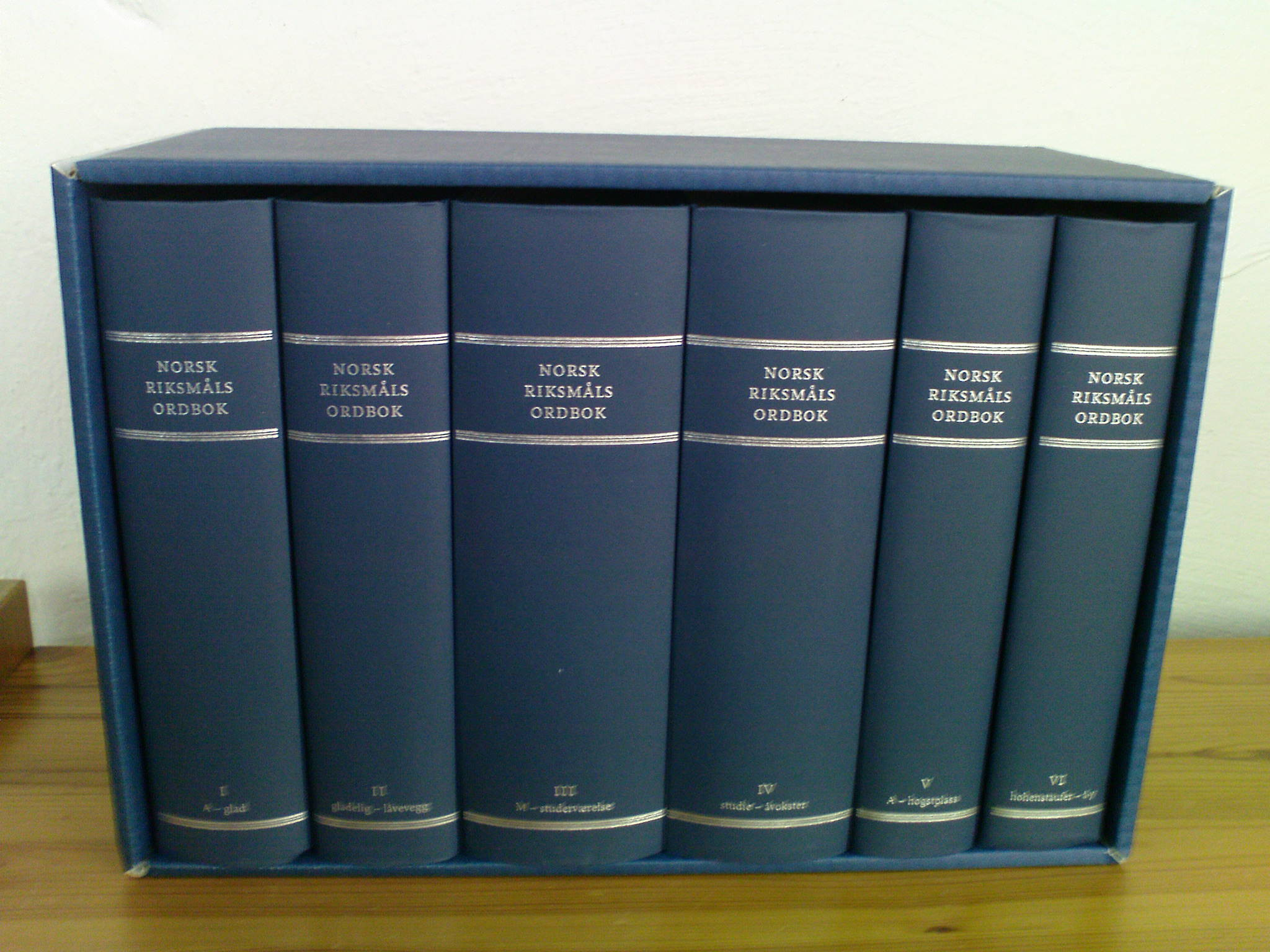
Bộ từ điển quốc ngữ Na Uy

Năm 1981 Riksmålsvernet (Cơ quan bảo vệ riksmål) được thành lập từ năm 1919, đã sáp nhập vào Viện hàn lâm này. Năm 1995 Viện đã xuất bản 2 tập phụ lục của đại Từ điển nói trên. Tác phẩm này sẽ có ấn bản điện tử mang tên "Det Norske Akademis store ordbok" (Đại từ điển tiếng Na Uy của Viện hàn lâm).
Từ năm 1972 tới 2005, Viện có 2 đại biểu trong Hội đồng ngôn ngữ Na Uy (Norsk språkråd).

## Ban chủ tịch viện
Ban chủ tịch Viện hàn lâm Ngôn ngữ và Văn học Na Uy hiện nay gồm:
- Nils Heyerdahl (chủ tịch) từ 1988
- Karin Gundersen (ủy viên) từ 2004
- Per Qvale (ủy viên) từ 2007
- Helene Uri (ủy viên) từ 2008
- Tor Guttu (ủy viên) từ 1977

## Các chủ tịch Viện từ trước tới nay
- 1953–1959 Arnulf Øverland
- 1959–1965 A. H. Winsnes
- 1965–1967 Erik Krag
- 1967–1982 Asbjørn Aarnes
- 1982–1988 Øistein Parmann
- 1988–1995 Helge Nordahl
- 1995–2011 Lars Roar Langslet
- 2011– Nils Heyerdahl

## Các viện sĩ
Viện có 44 viện sĩ, đều là những chuyên gia ngôn ngữ học, văn học, lịch sử, triết học, luật học vv... Dưới đây là danh sách các viện sĩ Viện hàn lâm Ngôn ngữ và Văn học Na Uy hiện nay:
| - John Ole Askedal - Bodil Aurstad - Kjetil Bang-Hansen - Liv Bliksrud - Tor Bomann-Larsen - Fredrik Bull-Hansen - Bentein Baardson - Lars Saabye Christensen - Liv Dommersnes - Arnold Eidslott - Thor Falkanger - Ivo de Figueiredo - Lise Fjeldstad - Dagfinn Føllesdal - Karin Gundersen - Tor Guttu - Erik Fosnes Hansen | - Håkon Harket - Per Egil Hegge - Nils Heyerdahl - Carsten Hopstock - Roy Jacobsen - Christian Janss - Anine Kierulf - Knut Kleve - Egil Kraggerud - Sissel Lange-Nielsen - Lars Roar Langslet - Jørn Lund (korresponderende) - Helge Nordahl - William Nygaard - Kjell Arild Pollestad - Per Qvale - Arthur O. Sandved - Francis Sejersted | - Hilde Sejersted - Ole Michael Selberg - Rune Slagstad - Kristian Smidt - Eilif Straume - Henrik Syse - Jan Jakob Tønseth - Helene Uri - Finn-Erik Vinje - Gunnar Christie Wasberg - Egil A. Wyller - Vigdis Ystad - Asbjørn Aarnes |